# 澜沧江断层带
澜沧江断层带，简称澜沧江带，是中国西部的一条巨型断层带。它西起中印边界的空喀拉哨所附近，向东横越羌塘高原北部，到唐古拉山脉北麓的温泉后，沿澜沧江河谷折向南方，经云南昌宁、孟连进入缅甸、泰国境内。
澜沧江带开始形成于晚二叠世，晚三叠世其南段（又名昌宁-孟连断层带）首先完成碰撞，保山-中缅马苏地块拼合到华南板块之上（华南板块在此时也拼合到欧亚板块之上），使这一段由碰撞带转化为走滑断层。以后，羌塘地块的南部向北移动，约在白垩纪早期碰撞到欧亚板块之上，从而使澜沧江带的北段（又名空喀拉-唐古拉温泉断层带）由碰撞带转化为逆掩断层。由于澜沧江带的北段位于藏北无人区，科考活动难于大规模进行，因此对于这一段的许多细节，目前还处在推测和争议之中。
澜沧江带是三叠纪印支期的四条重要碰撞带之一（另外三条是金沙江带、秦岭-大别山带和绍兴-十万大山带），在它们的共同作用下，古生代末期尚位于特提斯洋中的许多零散陆块陆续彼此碰撞，并向北拼合到欧亚板块之上，最终形成了完整的中国大陆（西藏大部除外）。
在地貌上，澜沧江带的北段表现为羌塘高原北部的一条不明显的东西向低地，多尔索洞错和米提江占木错即位于这一低地内。其南段则形成澜沧江河谷。